# 지구의 역사

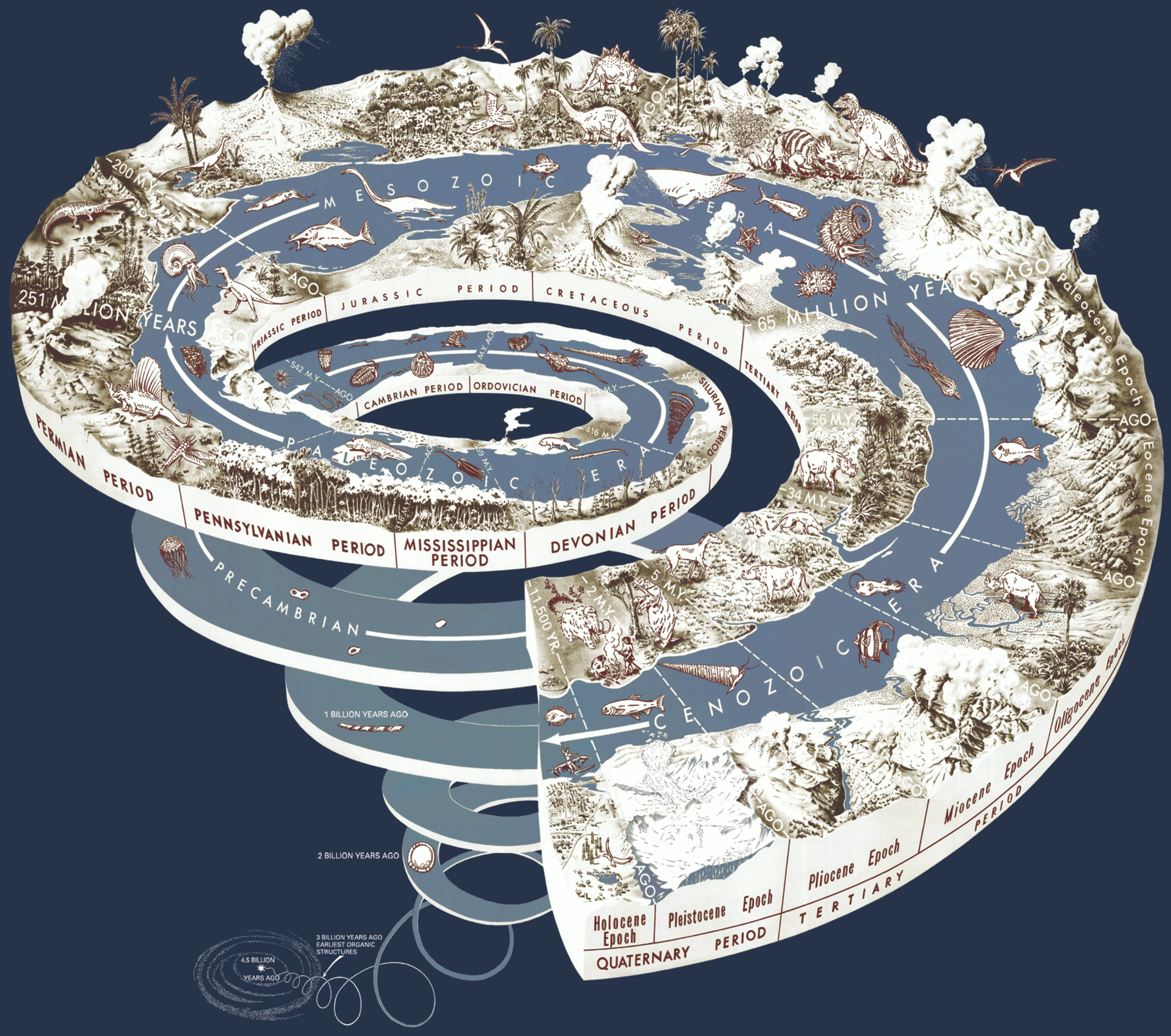
지질학적 시간을 그림으로 표현한 것.

지구의 역사(영어: history of Earth)는 지구가 형성된 이후 현재까지의 역사를 간단히 기술한다. 지구가 태양계의 일원으로서 탄생한 것은 지금으로부터 약 46억년 전이라고 생각된다. 최초의 지구 내부가 핵, 맨틀, 지각으로 나뉘는 과정에서 최초의 해양이나 대기를 형성하였다. 지구상에 최초의 생명이 출현한 것은 약 37억년~39억년전 쯤이다. 생명이 출현할 때까지의 지구의 상태를 생각할 자료는 극히 적으므로, 운석, 운철(隕鐵) 따위의 자료나 다른 천체의 성질 등에서 추정하고 있다. 생명이 출현한 뒤부터의 지구의 연대는 생물이 발달한 단계에 고생대, 중생대, 신생대로 나뉘고, 각 지질 시대는 더욱 세분화된 연대로 구분된다. 이들 시대에 일어났던 갖가지 변동에 의하여 오늘날의 대륙과 해양이 완성되고, 생물계에는 점차로 고등생물이 출현하여 마침내 인류의 탄생을 보기에 이르렀다.

## 태양계의 형성

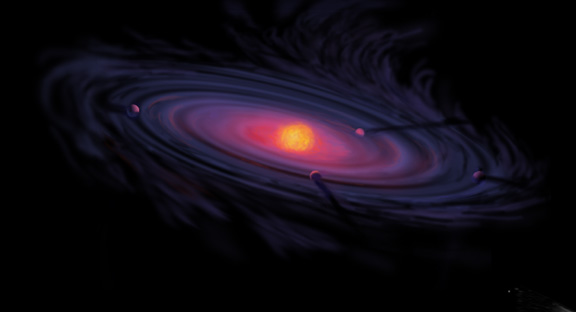
원시 행성계 원반의 모식도

태양계 형성의 표준 모델은 성운설이라고 하는 이론에 기초한다. 이 이론에 의하면, 태양계는 우주 먼지와 기체가 모여 회전하는 거대한 구름인 태양 성운으로부터 형성되었다. 구성 성분은 빅뱅 직후 만들어진 수소와 헬륨, 그리고 초신성에서 방출된 무거운 원소들이었다. 45억 년 전, 근처 초신성의 충격파의 영향으로 성운은 수축하기 시작하였으며, 회전 속도도 빨라지기 시작하였다. 이로 인해 각운동량, 중력, 관성이 증가하면서 성운은 회전축에 수직으로 납작해져 원시 행성계 원반을 이루었다. 내부의 큰 물질들의 충돌로 인한 섭동으로 킬로미터 크기의 원시행성이 만들어졌다.
각운동량이 작았던 성운의 중심부는 빠르게 압축되었고, 이로 인해 열이 생성되면서 수소가 헬륨으로 핵융합하기 시작하였다. 곧 T 타우리 별이 연소되면서 태양을 만들었다. 한편, 성운의 외곽부에서는 물질이 응축되기 시작하면서 원시 행성계 원반은 여러 개의 고리로 나뉘게 되었다. 비교적 더 큰 우주먼지와 잔해들은 서로 뭉치면서 (강착) 행성을 만들었다. 이러한 과정으로 지구는 약 45.4억년 전에 형성되었을 것으로 보이며, 1000~2000만 년 후 완전한 행성을 이루었다. 응축되지 못한 먼지는 태양풍에 의해 바깥으로 밀려났다.
원시 지구는 강착 과정으로 점차 크기를 키워갔으며, 내부는 뜨거워져 중금속인 친철원소들이 액화되기 시작하였다. 금속들은 토양을 이루는 규소염보다 더 무거웠기 때문에 가라앉았는데, 이 과정을 철의 대변혁(iron catastrophe)이라고 하여 지구 형성 1000만 년 후 원시 맨틀과 내핵이 분리되고 지구 자기장이 생겨난 사건이다. 지구 최초의 대기는 태양 성운에서 비롯한 수소와 헬륨 같은 가벼운 원소로 이루어졌다. 이 원소들은 이후 태양풍과 지구의 열로 인해 우주로 날려져버렸다.

## 명왕누대와 시생누대
지구 역사상 첫 누대 (이언)는 명왕누대로 지구 형성부터 38억년 전의 시생누대까지를 뜻한다. 가장 오래된 바위는 40억년 전 형성되었으며 가장 오래된 퇴적 지르코늄 결정이 44억 년 전, 지각이 형성된 지 얼마 안 되어 만들어졌다. 이 시기 원시 행성 중 하나가 지구에 부딪쳐 지각과 맨틀을 방출시키면서 달이 형성되었다는 이론을 거대충돌 가설이라고 한다.
다른 별들에 남은 크레이터 수로 추측할 때 약 41억년 전부터 38억년 전까지는 제2 폭격기(Late heavy bombardment)라 불리는, 수많은 운석이 지구에 쏟아진 시기가 있었던 것으로 추측된다. 또 거대한 열의 흐름으로 인해 화산 활동이 매우 심했다. 그러나 이 시기의 퇴적 지르코늄 결정이 발견되었다는 사실은 이미 당시 물이 바다나 대양의 형태로 존재했다는 증거이다.
시생누대 초기, 지구는 편이었다. 이 시기 대기는 산소와 오존층이 없었으므로 대부분의 생명체는 살아남기 힘들었다. 그럼에도 불구하고, 35억년 전의 화석이 발견됨에 따라 과학자들은 시생누대 초기를 원시 생명의 출현 시기로 보고 있다.

### 달의 형성

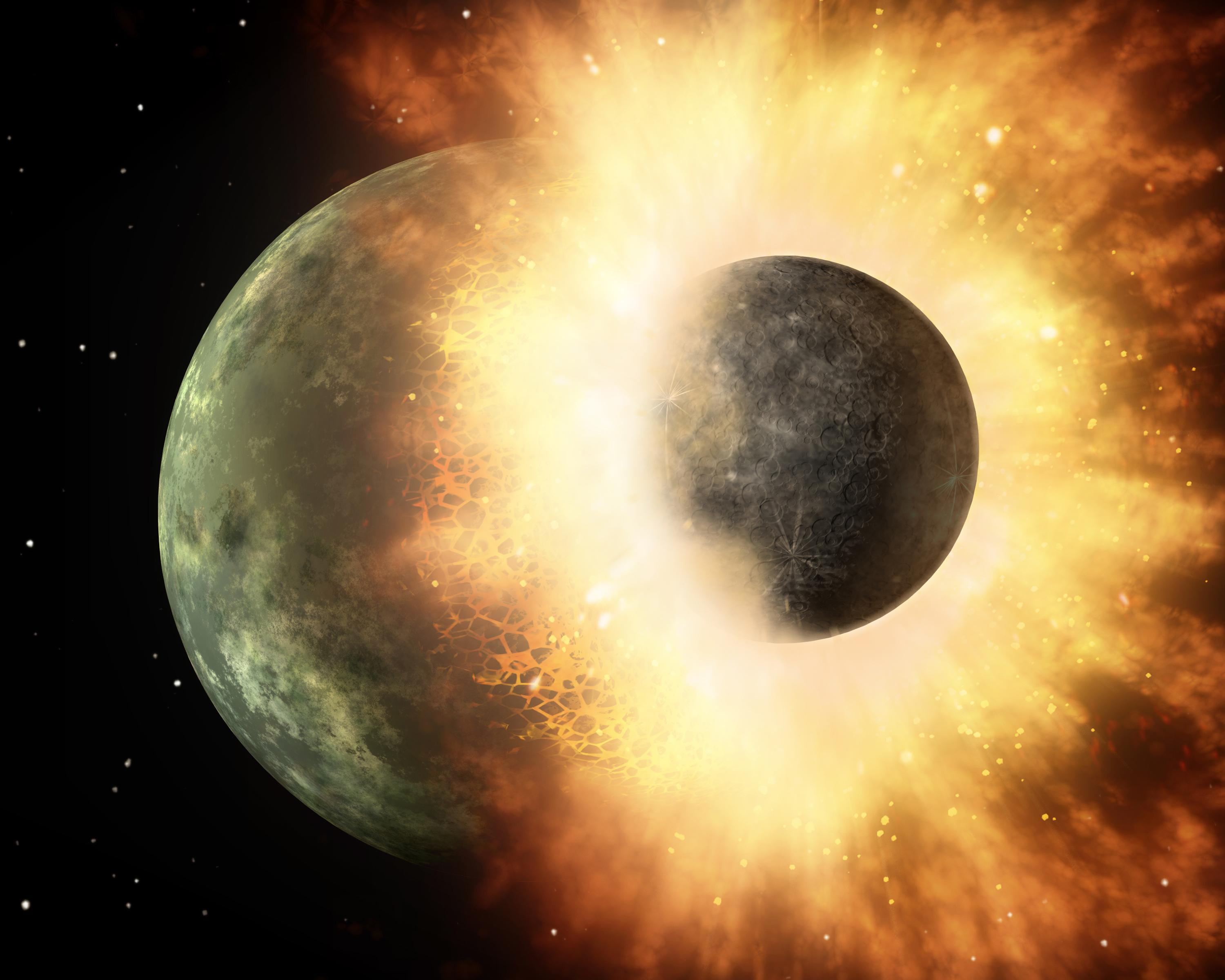
달이 형성되는 과정을 그림으로 나타낸 것

지구의 자연위성인 달은 태양계 다른 위성과 비교해볼 때 상대적으로 크다. 아폴로 계획 동안에 얻은 달의 암석을 연대 측정해보면 약 45.3억년으로 적어도 태양계가 형성된 지 3000만 년이 지난 후에 만들어진 것으로 보인다.
달의 형성 과정에 대해 설명하려면 다음과 같은 질문에 답할 수 있어야된다. 먼저, 달은 밀도가 낮고 작은 금속성 중심부가 있다. 두 번째로, 물이나 휘발성 원소가 존재하지 않는다., 세 번째로, 산소 동위원소의 상대적 농도가 비슷하다. 수많은 형성 가설 중 가장 잘 받아들여지는 가설은 거대충돌 가설(giant impact hypothesis)로, 화성 크기의 물체가 원시 지구와 충돌하면서 달이 형성되었다는 것이다.
이 “거대충돌”은 공룡 멸망의 원인이 된 운석 충돌의 1억 배 정도의 에너지를 냈을 것이며, 지구 외곽 일부를 기화시키고 지구와 원시 행성 둘 다 액화시키기에 충분했다. 맨틀 중 일부가 방출되어 지구 주변의 궤도에 자리잡았다. 이 설명은 달에 금속이 극히 적다는 사실을 설명할 수 있다. 몇 주 내로 방출된 맨틀은 중력의 영향으로 구 형태로 변하였고, 이것이 달이 되었다.

### 첫 대륙
판의 이동은 맨틀 대류 때문에 일어나는 것으로, 지구 내부에서 바깥으로 흐르는 열의 움직임 때문이다. 이로써 해령에서는 판이 생성되고 해구에서는 판의 섭입으로 파괴가 일어난다. 시생누대 초기, 맨틀은 오늘날보다 더 뜨거운 섭씨 1600도 정도였으므로, 맨틀 대류의 속도도 더 빨랐다. 명왕누대와 시생누대 시기에는 해구가 더 많았고, 판이 더 작았을 것으로 추측된다.
이 과정과 제2 폭격기를 거치면서 원시 지각은 소멸되었다. 첫 대륙 지각은 명왕누대 말기인 40억년 전쯤 등장하였다. 이 대륙 지각 조각들을 대륙괴 (크레이톤)이라고 하는데, 이들이 모여 오늘날의 대륙이 기원한 중심부를 만들었다. 발견된 가장 오래된 바위는 캐나다의 북아메리카 대륙괴에서 발견된 섬록암이다. 이 바위들에는 열로 인해 변모한 모습과 당시 존재한 강물이나 바닷물로 인해 떠밀려온 모래가 퇴적된 모습이 보인다. 크레이톤은 대개 두 가지 지층으로 구성되었는데, 그 중 첫 번째 지층이 그린스톤 대이다. 그린스톤은 해구에서 발견되는 퇴적암과 유사하여 시생누대의 섭입 과정이 있었다는 증거로 사용되기도 한다. 두 번째 지층은 규장질의 연한 바위로, 토날라이트, 트로젬암, 화강섬록암 등으로 이루어져 있다(이 세 가지 성분의 이니셜을 따 TTG-지층이라고 불린다).

### 대양과 대기

지질 연대 동안의 추정 산소 분압 그래프

지구에는 세 가지 종류의 대기가 있었다고 한다. 첫 번째 대기는 태양 성운에서 나온 수소, 헬륨 등의 가벼운 기체로 이루어졌으며, 태양풍과 지구의 열로 인해 대부분 날아가버렸다. 이후 지구는 다량의 휘발성 기체를 내뿜기 시작하였는데, 이로 인해 산소는 적지만 온실 가스가 풍부한 대기가 만들어졌다. 마지막으로 세 번째 대기는 28억년 전쯤 박테리아가 산소를 생산하면서 만들어졌으며, 산소가 풍부하였다.
두 번째 대기를 이룬 휘발성 기체는 지구 내부 물질들이 서로 부딪치면서 기화되어 생성되었을 것으로 추측된다. 그러므로 지구가 형성되기 시작했을 때도 대양과 대기를 존재했을 것으로 보인다. 새로운 대기는 수증기, 이산화탄소, 질소, 기타 기체로 구성되었을 것으로 추측된다.
1 AU의 거리에 있는 미행성체의 경우 지구에 수분을 공급하지 못했을 것으로 보이는데, 이는 태양 성운이 너무 뜨거워 얼음이 형성되기 어렵고, 수증기로 암석의 수화가 일어나기에는 너무 오래 걸리기 때문이다. 지구에 물을 공급한 것은 2.5 AU 이상 떨어진 거리에서 날아온 운석과 원시 행성들이었으며, 유성 역시 어느 정도 공급했을 것이다.
지구가 식으면서 구름이 만들어졌고, 여기서 내린 비는 대양을 만들었다. 바다가 만들어진 시기는 적어도 44억년 전쯤이라는 것이 밝혀진 바 있다. 시생누대 초기부터 이미 지구를 뒤덮고 있었던 것이다. 이렇게 옛날부터 대양이 만들어졌다는 사실을, 과거에는 젊을수록 어두운 태양의 역설(faint young Sun paradox)이라는 주장 때문에 입증하기 힘들었는데, 이는 별들이 나이가 들수록 더 밝아지고 태양은 당시 현재의 70%의 에너지만을 방출하고 있었으므로, 지구가 얼음으로 뒤덮였을 것이라는 논리이다. 현재는 당시 이산화탄소와 메탄의 양이 충분해 온실 효과를 일으켰을 것으로 보고 있다. 이산화탄소는 화산 활동으로, 메탄은 초기 미생물에 의해 생산되었다.

### 생명의 기원
원시 대기와 바다가 만들어지는 과정에 대해 흥미를 갖는 것은, 이로 인해 생명이 탄생할 수 있는 환경이 형성되었기 때문이다. 무생물에서 생물이 나타난 과정에 관해선 수많은 모델이 있으나 무엇이 옳다고 결론 내려지지는 못하는 상황이다.
생명의 탄생에 있어 첫 단계는 핵산과 아미노산 등 생명을 구성하는 단순한 유기물이 만들어지는 화학 반응이었다. 1953년 이뤄진 밀러-유리 실험은 물, 메탄, 암모니아, 수소가 있는 혼합 기체에서 번개의 역할을 하는 전기 스파크로 그런 분자들이 만들어짐을 확인하였다. 밀러-유리 실험에 쓰였던 혼합 기체는 원시 지구의 대기와 조성이 같지는 않았으나, 이후 원시 지구 대기와 좀 더 유사한 조성을 사용한 실험에서도 같은 결과가 나왔다. 최근 컴퓨터 시뮬레이션에 의하면 지구가 형성되기 전부터 원시 행성계 원반에서 그러한 유기물이 만들어졌을 수 있다는 결론을 내렸다.
생명의 탄생을 위해 넘어야할 그 다음 고비는 세 가지 – 자신과 유사한 자손을 낳는 능력 (자가증식, 스스로 에너지를 생산하고 결함을 고치는 능력 (물질대사), 음식이 들어오고 노폐물이 나가며, 원치 않는 물질은 막아내는 경계막 (세포막) - 가 있다.

#### 자가증식: RNA 세계

거의 모든 생명체는 DNA를 복제한다. DNA의 복제 시스템은 원시 자가증식 때보다 훨씬 정교하고 복잡하게 진화하였다

아무리 단순한 생물체라도 DNA를 통해 자신의 유전 정보를 기록하고 RNA와 단백질을 이용해 이 정보를 “읽어” 활용한다.
리보자임이라 불리는 RNA 분자가 스스로의 증식과 단백질의 합성을 촉매할 수 있다는 사실은 초기 생명체가 RNA로 이루어졌다는 가설을 낳았다. 이로써 수많은 자가증식과 돌연변이, 유전자 이동이 이뤄졌던 RNA 세계가 만들어졌을 것이다. RNA는 이후 더 안정하고 더 큰 분자를 만들 수 있어 생명체의 다양성을 확보할 수 있는 DNA로 대체되었다. 리보자임은 세포 내의 “단백질 공장”인 리보솜의 주요 구성 성분으로 아직 남아있다.
인공으로도 짧지만 자가증식이 가능한 RNA 분자를 만든 적이 있으나, 자연계에서 RNA가 저절로 만들어질 수 있는가에 대해서는 논란이 있어왔다. 일부 과학자들은 RNA 이전에 PNA, TNA, GNA가 먼저 존재했다가 RNA로 대체되었을 것으로 보고 있다. 이외에도 어떤 결정이나 양자계가 RNA 전에 자가증식을 담당했을 것이라 보는 입장도 있다.
2003년에는 다공성 금속 촉매가 고온, 고압의 환경인 열수공에서 RNA 합성을 도왔을 것이라는 가설이 제기되었다. 이 가설은 지질 세포막이 출현하기 전 금속 내의 구멍이 세포막의 역할을 했을 것이라는 내용도 담고 있다.

#### 물질대사: 철-황 세계
또다른 유명한 가설로는 첫 생명체가 단백질 분자로 이루어졌다는 것이다. 단백질을 구성하는 기본 입자인 아미노산은 원시 대기와 유사한 실험실 환경에서 쉽게 만들 수 있으며, 아미노산 여러 개가 붙은 펩타이드도 마찬가지다. 1997년 이래로 시도된 여러 번의 실험에서 아미노산과 펩타이드는 일산화탄소와 황화수소가 있는 환경에서 황화철과 황화니켈을 촉매로 사용해 형성됨을 밝혀냈다. 이러한 실험은 모두 섭씨 100도 이상의 환경과 어느 정도의 압력을 필요로 했으므로 역시 열수공에서 생명이 탄생하였을 것이라는 설을 지지한다.
물질대사가 생명 탄생에 먼저 나타났다는 설은 진화를 설명하기 힘들다는 단점이 있다. 자가증식 능력이 없다면, 이러한 원시 “생명체”들은 자연 선택의 결과로 진화했을 것이라는 주장이 있었으나, 최근 모델에서 이는 부정되었다.

#### 세포막: 지질 세계
지질로 이루어진 이중 “거품”이 세포막을 형성한 것이 생명 탄생의 첫걸음이었다는 가설도 있다. 원시 지구를 흉내냈던 실험 결과 중 일부는 지질이 합성되었으며 이것들이 저절로 리포솜을 형성하고, 증식하였다고 얘기하였다. 이러한 리포솜이 핵산처럼 정보를 저장할 수는 없지만, 자연 선택의 영향을 받을 수는 있었을 것이다. 또 리포솜이 있다면 그 내부에서 RNA 합성이 더 쉽게 이뤄졌을 것이다.

#### 점토 이론
몬모릴로나이트 같은 점토의 경우 RNA 세계의 창조를 도울 수 있는 특징들이 있다. 그러한 점토들은 자신의 결정 무늬를 증식시킬 수 있고, 자연 선택의 영향을 받으며, RNA 형성에 촉매 역할을 할 수 있다. 이 이론은 널리 받아들여지고 있지는 않으나 지지하는 사람도 적지 않다.
2003년 연구 결과 몬모릴로나이트가 지방산을 “거품”으로 만들고, 이 거품이 점토에 부착된 RNA를 감쌀 수 있음이 밝혀졌다. 이 거품들은 다른 지질을 흡수하고 분할하면서 자라났다. 초기 세포의 형성도 이러한 과정으로 생겨났을지도 모른다.

#### 모든 생물의 공통 조상
학계는 처음 만들어진 원시 세포는 여러 종류가 있었으나, 이 중 단 한 종류만이 살아남아 모든 생물의 공통 조상 (last universal common ancestor, LUCA)이 되었을 것으로 본다. 이 “조상 세포”는 시생누대 초기, 대략 35억년 이상 전에 살았으며, 세포막과 리보솜을 갖췄으나 세포핵이나 막성 세포기관이 없는 원핵생물이었을 것이다. 현대의 세포들처럼, “조상 세포”는 DNA로 유전적 정보를 기록하고, RNA가 정보 전달과 단백질 합성을 맡았으며, 반응을 촉매하기 위한 수많은 효소들이 있었을 것이다. 몇몇 과학자들은 “조상 세포”는 한 종류가 아니었으며, 서로 유전자 전달을 통해 유전자 교환을 했을 것으로 보고 있다.

## 원생누대
원생누대는 약 25억년 전부터 5억 4200만년 전까지를 뜻한다. 이 시기에 대륙괴는 현대와 같은 대륙의 크기로 자라났다. 산소가 풍부한 대기가 형성된 것도 중요한 사건이다. 원핵생물에서 진핵생물로, 또 다세포 생물로의 진화가 일어났다. 또 원생누대에는 눈덩이 지구라고 불리는 빙하기가 몇 차례 있었으며, 마지막 빙하기가 6억년 전에 있은 후로 생명체의 진화가 가속되었다. 5.8억년 전에는 에디아카라 생물군이 형성되면서 캄브리아기의 대폭발이 시작되었다.

### 산소 혁명

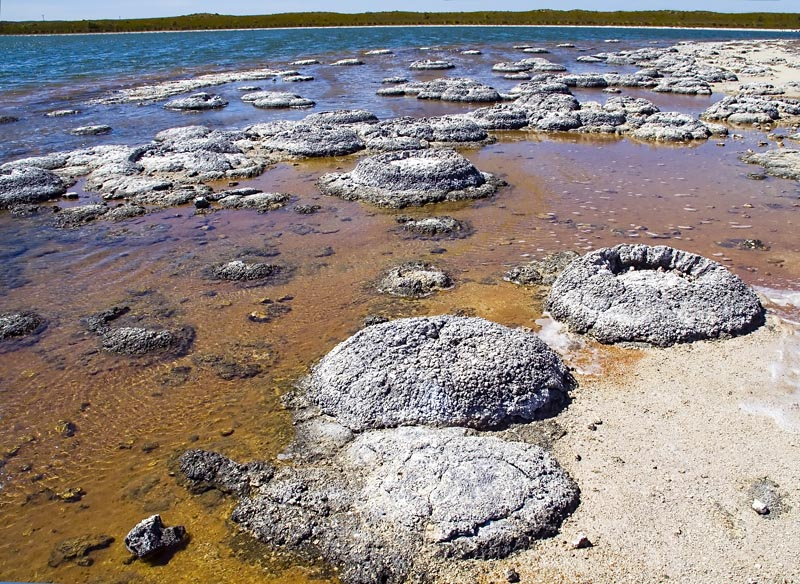
오스트레일리아 서부 테티스 호수 해안에 있는 스트로마톨라이트. 스트로마톨라이트는 지구의 첫 생명의 흔적이 발견된 암석이기도 하다

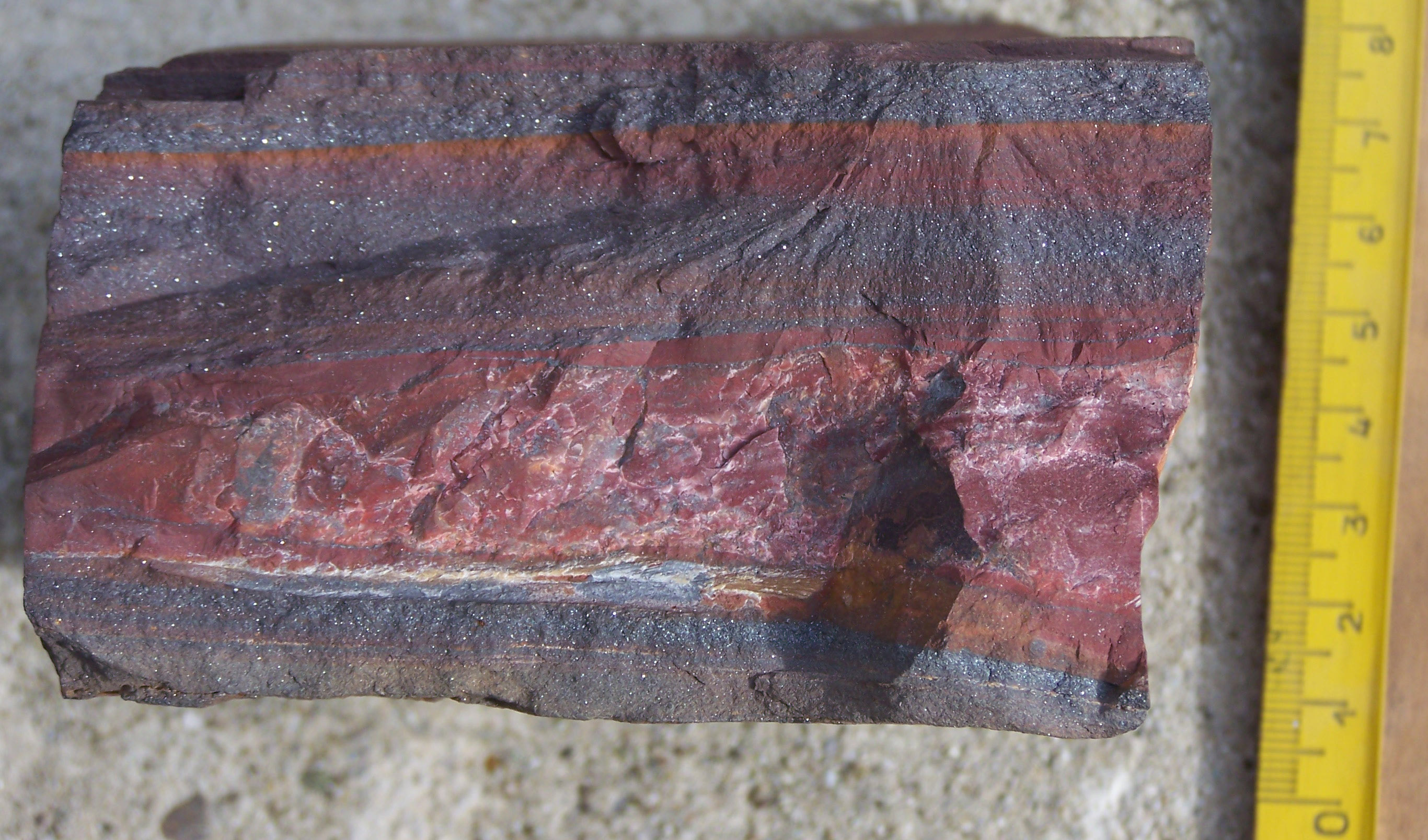
남아프리카 바버톤 그린스톤 대에서 발견된 호상철광층. 적색 층은 산소가 있었을 때, 회색 층은 산소가 없었을 때 형성되었다

최초의 세포는 주변 환경에서 에너지와 음식물을 섭취하였으며, 발효 과정으로 에너지를 만들어냈다. 발효는 혐기성, 산소가 없는 환경에서만 가능한 과정이었으며, 광합성하는 세포가 만들어지면서 에너지원을 직접 생산해내는 세포가 생겨났다.
지구 위 모든 생물의 에너지는 광합성에 직간접적으로 의존한다. 가장 흔한 형태인 산소 광합성은 이산화탄소, 물, 햇빛으로 에너지원 (포도당)을 만드는 과정이다. 홍색 황세균, 녹색 황세균 등은 전자 공여자를 물이 아닌 황화수소, 황, 철 등을 사용하는 무산소 광합성을 한다. 그러한 생물체는 온천이나 열수공 등 극한의 환경에서 발견된다.
혐기성 세포는 생명이 출현한지 얼마 안 되어 38억년 전 나타났다. 산소 광합성이 처음 출현한 시기는 논란이 많아, 24억년 전부터 32억년 전까지 다양한 의견이 있다. 산소를 생성하는 생명체가 처음 발견된 것은 스트로마톨라이트 화석에서였다.
처음 만들어진 산소는 대리석, 철 등의 광물과 반응하였다. 산화철은 호상철광층이라 하는 적색층을 지층에 형성하였는데, 특히 시테리아기 (25억년 ~ 23억년 전)에 많이 형성되었다. 반응성 높은 광물들이 대부분 산화된 후에야 산소는 대기에 축적되기 시작하였다. 한 세포가 만들어내는 산소량은 적었지만, 오랜 시간 이것이 축적되면서 현재의 대기 산소 농도가 만들어졌다. 이것이 지구의 세 번째 대기다.
대기 내 산소 중 일부는 자외선과 반응하여 오존을 형성하였고, 곧 오존층을 만들었다. 오존층은 자외선을 흡수하여 지구상 생명체가 생존할 수 있게 해주었다: 오존층이 없이는 자외선의 폭격에 생명체들이 치명적인 돌연변이를 일으켜 살아남을 수 없었던 것이다.
또 산소량이 늘어나자 산소의 독성으로 인해 대부분의 생물이 죽었으며 (산소 대재앙(oxygen catastrophe)이라고 한다), 독성에 저항이 있는 생물만 살아남았고, 일부는 산소로 자신의 신진 대사를 촉진시키는 쪽으로 진화하였다.

### 눈덩이 지구
태양의 광도는 시간이 지날수록 밝아져, 평균 10억년 당 6%씩 증가하였고, 지구가 받는 열도 증가하였다. 그러나 연구에 따르면, 원생누대 초기는 오히려 그전에 비해 지구가 냉각되었다. 남아프리카 쪽에서 발견되는 빙하는 22억년 전쯤의 것이다. 이러한 빙하 생성기를 휴로니안 빙기라 하며, 적도 부근까지 얼어붙어 “눈덩이 지구”를 만들었을 것으로 과학자들은 보고 있다.
23억년 전쯤의 빙하기에는 대기 산소 농도가 증가하여 메탄이 희석되었다. 이는 메탄이 산소와 반응하기 때문으로, 메탄의 온실 효과보다 이산화탄소의 온실 효과가 약하여 지구의 열이 탈출하면서 온도가 낮아졌을 것으로 본다.

### 진핵생물의 출현

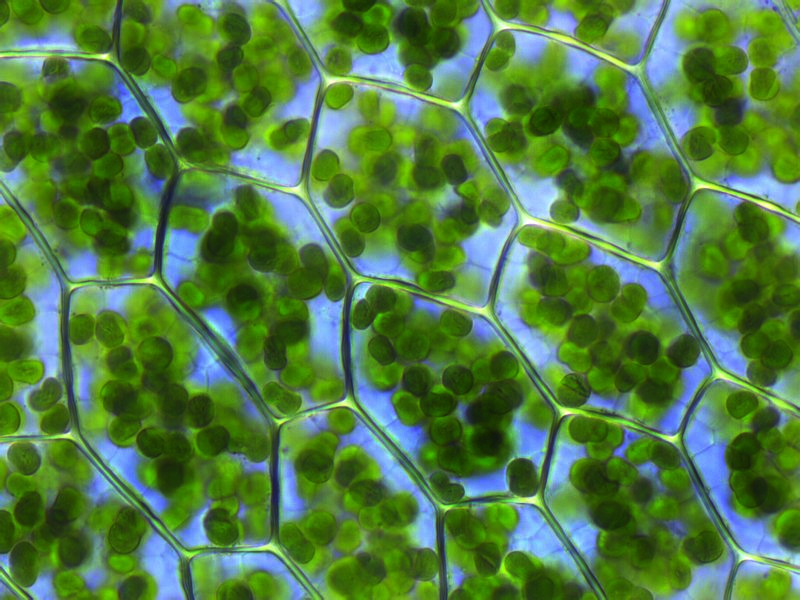
이끼 세포 내의 엽록체

현대의 분류학은 생명체를 3 역으로 나눈다. 각각 도메인이 기원한 시기는 확실치 않다. 세균역이 처음 갈라져 나왔으며, 20억년 전쯤 고균역과 진핵생물역이 만들어졌을 것으로 본다. 진핵생물은 세균과 고균, 즉 원핵생물보다 훨씬 복잡한 시스템을 가졌으며 크기가 컸다.
이 시기에는 원시 미토콘드리아가 만들어졌다. 이는 오늘날의 리케차와 연관 있는 세균 세포가 더 큰 원핵 생물 안으로 들어가면서, 기생하면서 또는 큰 원핵 생물이 세균을 잡아먹었으나 소화시키지 못하면서 만들어진 것으로 보며, 세포 호흡이 시작된 계기였다. 산소를 이용한 물질 대사는 더 많은 에너지를 생산했고, 이 에너지는 숙주 세포에 공급되었으며, 이로써 작은 세균 세포와 큰 원핵 생물 세포 사이의 공생이 이루어졌다. 시간이 지나면서 둘 사이의 유전자 교환이 이루어졌고, 둘은 서로가 없이는 살 수 없게 되었다. 현재 둘을 포함해서 하나의 유기체로, 그리고 작은 세균 세포는 미토콘드리아라는 세포 소기관으로 분류된다.
비슷한 과정으로, 광합성을 할 수 있는 세균 세포가 큰 세포로 들어가 엽록체가 되었다. 이것은 10억년 이상 된 사건으로 광합성할 수 있는 세포와 할 수 없는 세포로 분류되게 한 사건이었다. 이외에도 퍼옥시솜을 생성한 세포, 섬모, 편모를 생성한 스피로헤타, 세포핵을 만든 DNA 바이러스 등에 대한 가설이 있으나 미토콘드리아, 엽록체만큼 널리 인정받지는 못하고 있다.
고균, 세균, 진핵생물은 분리된 이후로 환경에 적응하면서 더욱 복잡하게 진화해갔다. 약 11억년 전쯤, 초대륙 로디니아가 형성되었다. 식물, 동물, 진균이 출현하였으나 아직은 단세포로 존재하였다. 이들 중 일부는 군락을 형성하였고, 점차 위치에 따라 다른 “업무 분담”이 이뤄졌다. 대략 10억년 전 최초의 다세포 식물이 출현하였으며, 9억년 전쯤에는 진정한 의미의 다세포 동물이 나타났다. 이는 처음에는 모든 세포가 전능성을 띈, 오늘날의 해면동물과 비슷한 형태였으며 점차 업무 분담이 이루어지면서 세포들이 서로서로에게 의존하는 형태로 진화하였다.

### 원생누대의 초대륙

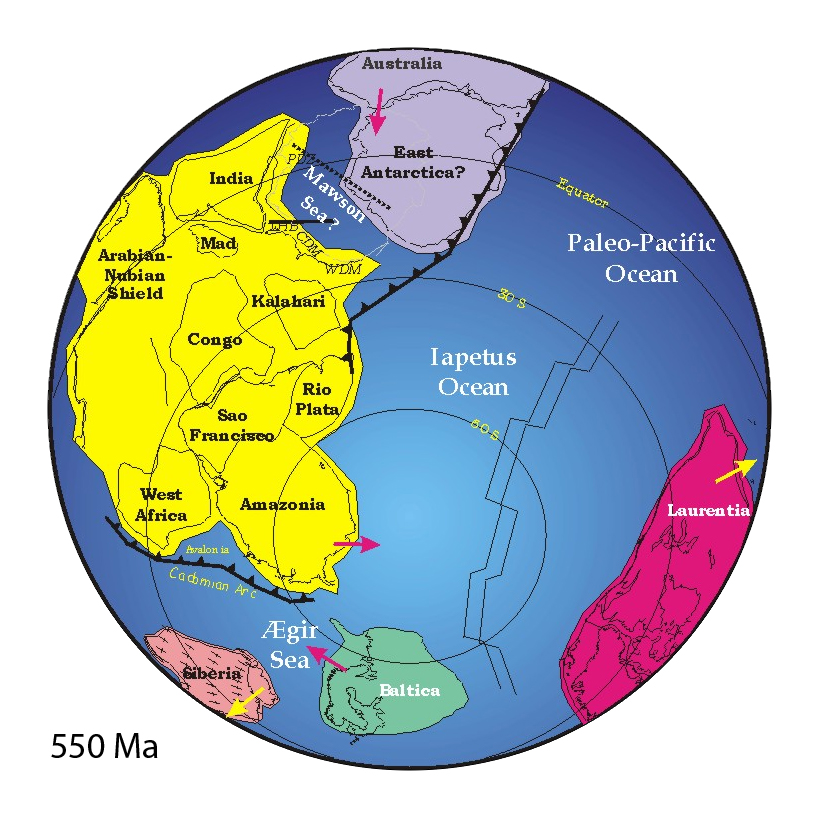
5.5억년 전의 초대륙

2.5억년 전까지의 판의 이동 경로는 대륙 경계, 해양 지각의 자기장 방향과 원시 자기극 등을 통해 비교적 정확하게 추측할 수 있다. 그 이전의 경우 단서가 부족하여 이동을 추측해내기가 훨씬 어렵다.
지구의 역사상, 모든 대륙이 하나로 뭉쳐 초대륙을 형성한 때가 간간히 있었다. 정확히는 알 수 없으나, 적어도 10억 ~ 8.3억년 전에는 모든 대륙이 하나로 뭉쳐 초대륙 로디니아 (Rodinia)를 형성하였다. 이는 첫 초대륙은 아니었는데, 첫 초대륙은 20억년 전 처음 만들어졌으며 컬럼비아 (Columbia) 또는 누나 (Nuna)라는 이름으로 불린다.
로디니아가 8억년 전 해체된 후, 대략 5.5억년 전 판노티아 (Pannotia) 또는 벤디아 (Vendia)라 불리는 초대륙이 형성되었을 것으로 추측된다. 그러나 6.1억년 전 로렌시아 (Laurentia)라는 대륙이 떨어져나오면서 모든 대륙이 하나로 뭉치진 못했을 것이며, 원생누대 말기에는 대부분의 대륙이 하나로 뭉쳐 남극 부근에 위치하였을 것이라고 추측된다.

### 원생누대 후기

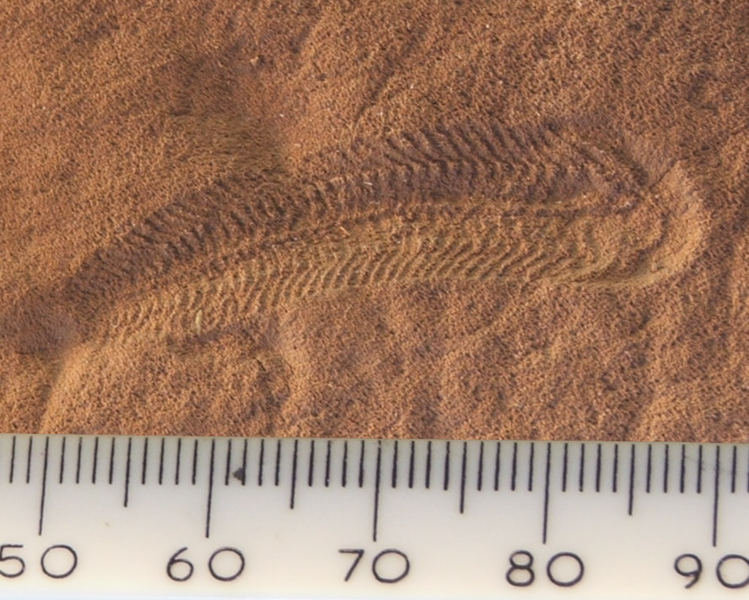
5.8억년 전, 에디아카라기의 동물 화석

원생누대가 끝날 때까지 눈덩이 지구는 적어도 두 번 있었다. 이것은 크라이오제니아기인 7.1억 ~ 6.4억년 전에 일어났다. 당시에 빙하기가 생긴 이유는 확실치 않으나, 로디니아 초대륙의 형성과 관계가 있다고 본다. 로디니아 초대륙이 적도 부근에 위치했기 때문에 화학적 풍화 작용이 증가했고 이에 따라 이산화탄소 농도가 감소하면서 기온이 낮아졌다는 것이다. 빙하기에는 지구가 만년설로 뒤덮이면서 화학적 풍화가 감소하였고, 이는 빙하기가 끝나게 되는 원인이 되었을 것으로 본다. 이외에도 화산 작용이 증가하면서 빙하기가 종결되었다는 설도 있다.
크라이오제니아기 후에는 에디아카라기가 시작되었는데, 이때 새로운 다세포 생명체가 많이 생겨났다. 왜 이러한 사건이 이 시기에 일어났는지는 확실치 않으나 빙하기의 종결과 관련이 있어 보인다. 에디아카라 생물군이라 불리는 새로운 생명체들은 이전에 비해 더 크고 다양하였다. 에디아카라 생물군 대부분은 분류 체계가 확실치 않으나 일부는 현대 생물의 기원이 되었다.

## 현생누대
현생누대는 생명체가 존재한 시기의 대부분을 차지하며, 고생대, 중생대, 신생대로 나뉜다.

### 고생대
고생대는 현생누대의 첫 번째 시대이자 가장 긴 시대로, 5.42억년 ~ 2.51억년 전까지를 가리킨다. 고생대 동안, 생명체는 육지에 자리를 틀었고, 첫 식물과 동물이 출현하였다. 생명체들은 대체로 천천히 진화하였으나 갑작스런 진화의 폭발이나 멸종도 있었다. 이는 화산 폭발, 운석 충돌 같은 자연 재해로 인한 결과였다.
해체되었던 판노티아와 로디니아 대륙은 고생대 동안 천천히 다시 뭉치면서 고생대 말기에 초대륙 판게아 (Pangaea)를 형성하였다.

#### 캄브리아기의 대폭발

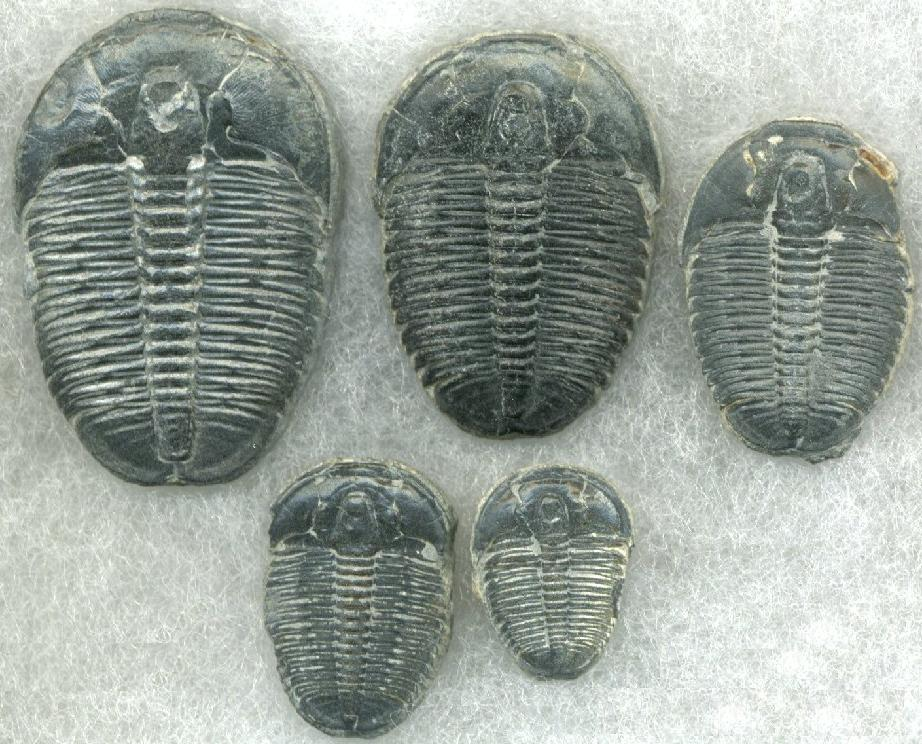
삼엽충

화석으로 밝혀진 진화의 속도는 캄브리아기에 갑자기 가속되어 수많은 새로운 종이 출현하였으며, 이 사건을 “캄브리아기의 대폭발”이라고 지칭한다. 이러한 사건은 지구의 역사상 유일하게 캄브리아기에만 있었다. 에디아카라기의 생물군은 원시적이고 현대적 분류에 정확히 들어맞지 않는데 반해, 캄브리아기에 출현한 생물군은 대부분 현대의 생물 분류에 들어맞는다. 껍질, 골격, 외골격 같은 단단한 부분을 가진 동물 – 연체동물, 극피동물, 바다나리, 절지동물 등 – 이 출현하였다 (특히 가장 잘 알려진 고생대의 절지동물 삼엽충이 이때 태어났다). 단단한 부분은 화석화에 용이하였으므로 그 전 시기에 비해 연구가 훨씬 잘 되어있다. 그러나 수차례의 멸종기 역시 존재해 생명체의 다양성은 크게 늘어나지는 못 했다.
캄브리아기 동안 최초의 척추동물, 그 중에서도 첫 어류가 출현하였다. 척추동물의 조상으로 추측되는 동물은 피카이아로, 원시적인 척삭을 가지고 있었으며 이는 이후 척추로 진화하였다.

#### 고생대의 환경과 지리

판게아는 3억년 ~ 1.8억년 전 존재했던 초대륙이었다.

고생대 말기, 판노티아 대륙이 해체되면서 로렌시아, 발티카, 곤드와나 등의 대륙으로 나뉘었다. 대륙의 이동으로 새로운 해양 지각이 형성되는데, 이러한 지각은 오래된 지각보다 밀도가 낮아 위로 뜨고, 그로 인해 해수면이 상승하게 된다. 그 이유로, 고생대 당시 대륙의 많은 부분이 물에 잠겨있었다.
고생대 초기는 오늘날보다 따뜻했으나, 오르도비스기가 끝날 때쯤에는 짧은 빙하기가 존재해 빙하가 남극 지역을 뒤덮었었다. 이 시기, 몇 차례의 대량 멸종이 일어나면서 완족류, 산호, 삼엽충, 태형동물 등이 자취를 감췄다. 이는 아마도 해수의 온도가 점점 낮아져 생물들이 살기 어려워져서인 것으로 추측된다. 이러한 멸종 후에는 좀 더 환경에 적응된 다양한 새로운 생물들이 출현하였다.
로렌시아와 발티카 대륙은 4.5억 ~ 4억년 전 서로 충돌하여 유라메리카 (Euramerica) 또는 로루시아 (Laurussia)를 형성하였다. 이로 인해 형성된 산맥은 스칸디나비아, 스코틀랜드, 북부 애팔래치아 등에서 찾아볼 수 있다. 데본기 (4.16억 ~ 3.59억년 전)에는 곤드와나와 시베리아가 유라메리카 쪽으로 이동하여 충돌, 조산 운동을 일으켰다. 시베리아의 경우 석탄기 (3.59억 ~ 2.99억년 전)에 유라메리카와 충돌하였는데, 이로써 판게아가 완성되었다.

#### 생물들의 육지 군락화

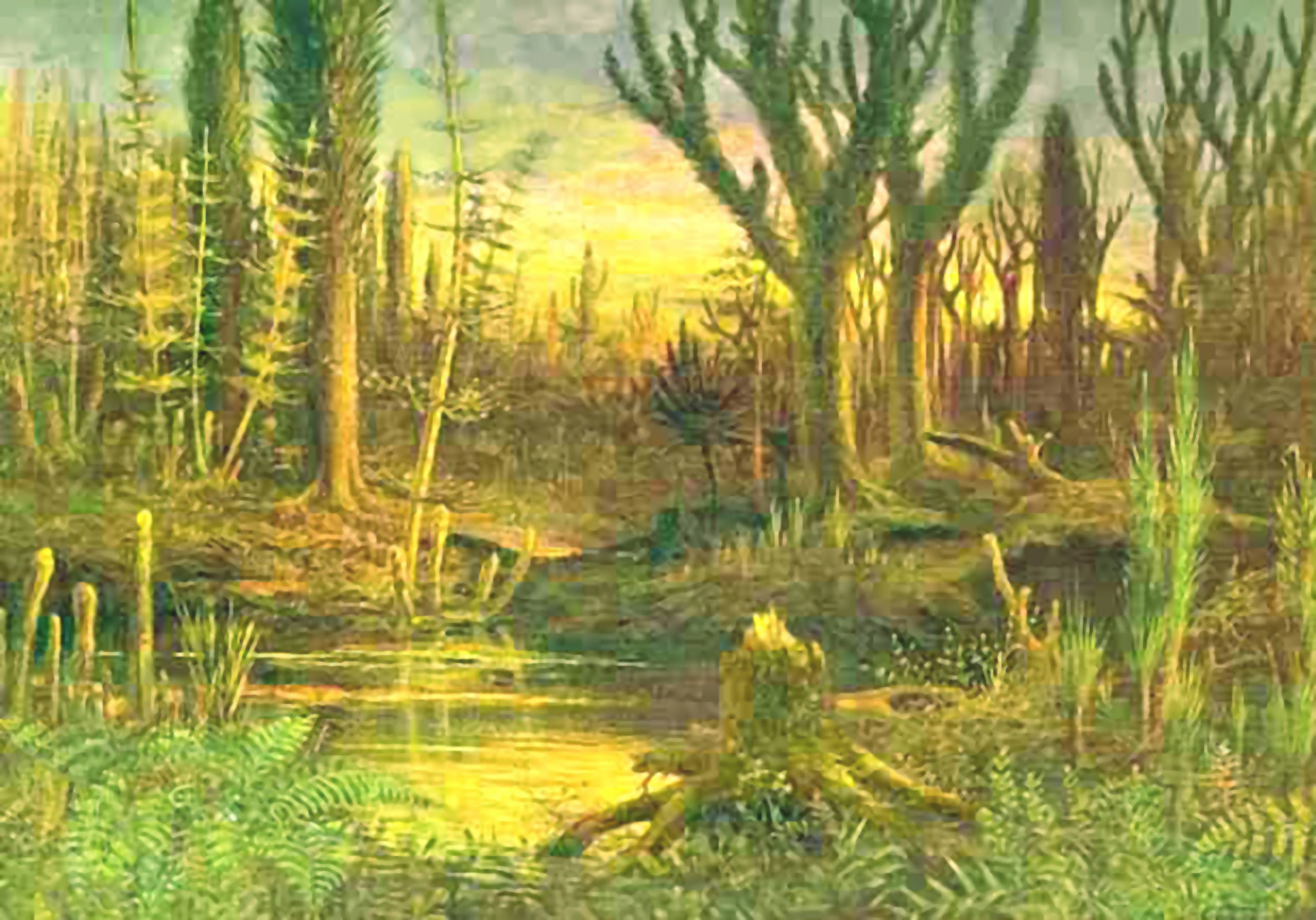
데본기 생물군의 묘사도

오존층이 형성되어 자외선이 흡수되면서 육지 위에서의 생물들의 생존률이 증가하였고, 점차 진화가 일어나기 시작했다. 원핵생물은 아마 26억년 전부터 육지에 자리잡았을 것이다.
 이후 판노티아가 형성되었다가 해체되는 사이 어류가 진화하였고, 캄브리아기에서 오르도비스기를 거치면서 식물과 진균이 육지에서 생활하기 시작하였다. 가장 오래된 진균과 식물의 화석은 4.8억년 전의 것이며, 분자생물학적인 연구에 따르면 진균은 10억년, 식물은 7억년 전부터 존재했을 것으로 추측된다. 처음 육지 동물이 출현한 시기는 정확하지 않으며, 첫 육지 동물의 화석은 4.5억년 전 살았던 절지동물에 속하는 배각류의 것이다.

#### 네발동물의 진화

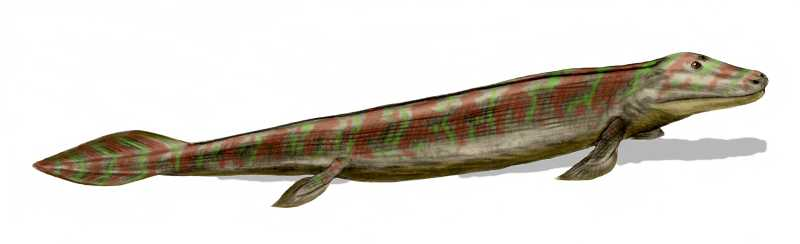
네발동물의 조상인 틱타알릭

턱을 가진 첫 어류 (유악류)는 오르도비스기에 출현하였다. 크기도 대체로 커져, 7m까지 자라는 판피류인 둔클레오스테우스 등이 존재하였다.
오르도비스기 말인 4.43억년 전에는 빙하기가 찾아옴에 따라 다시 한 번 멸종기가 있었다. 3.80억년 ~ 3.75억년 전에는 어류로부터 네발동물이 처음 진화하였다. 과학자들은 지느러미가 천천히 사지로 발달하였을 것으로 보고 있다. 그러다가 육지 생활에 적응을 한 종이 나타났으나, 이들도 여전히 알을 물가에 낳고 거기서 부화하였다. 이것이 양서류가 되었다. 3.65억년 전 데본기의 멸종기가 있은 후, 식물은 씨앗을 가지도록 진화하여 번식 속도를 크게 증가시킬 수 있었다.
2000만년 후에는 육지에도 낳을 수 있는 양막형 알이 나타났으며, 이로써 양막류가 출현하였다. 3000만 년 후, 여기서 포유류가 속하는 단궁류와, 조류, 파충류가 속하는 용궁류가 갈라졌다.

#### 곤충의 진화

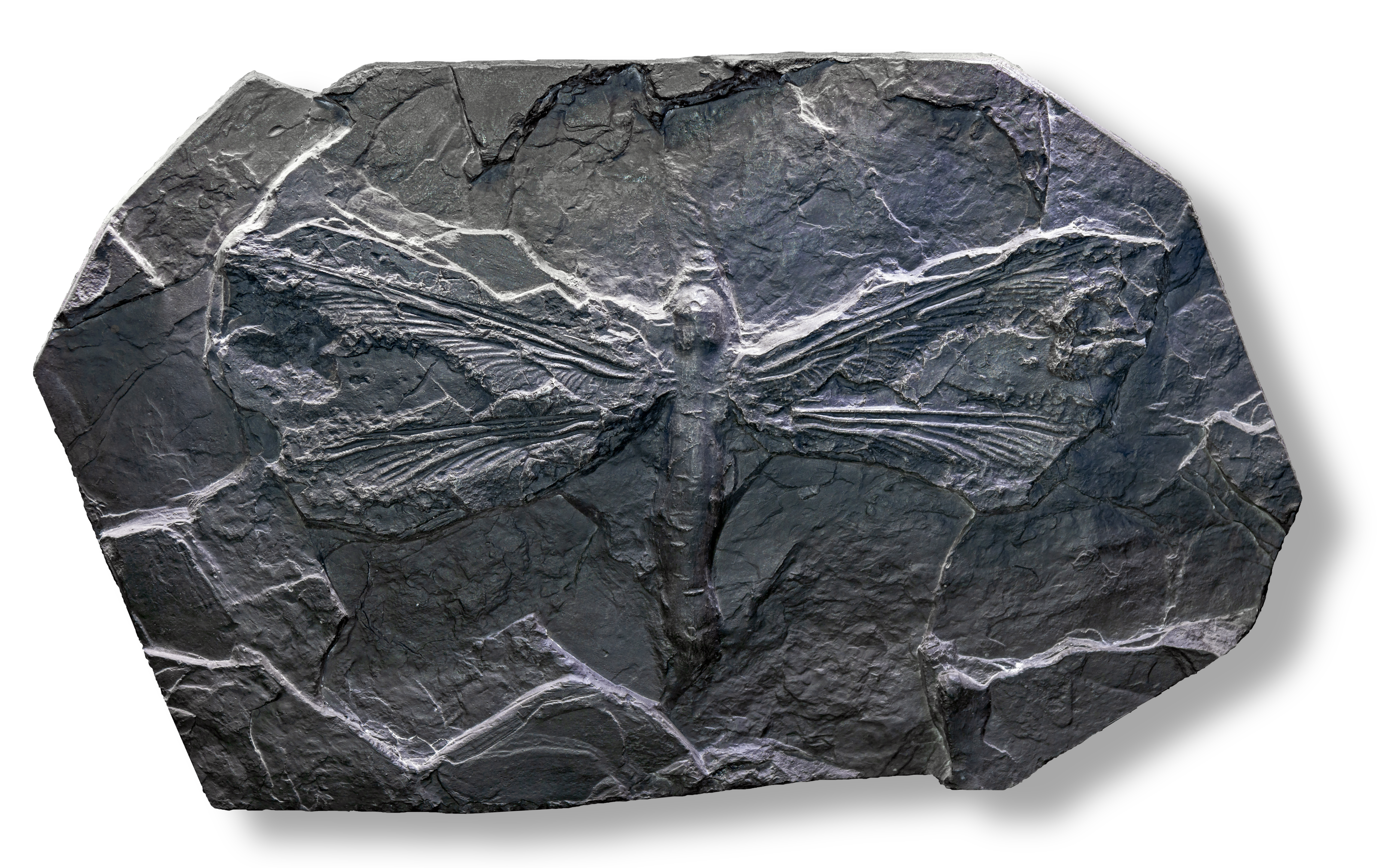
석탄기에 살았던 거대한 메가네우라의 화석

절지동물이 육지에 언제 진출했는지는 확실하지 않다. 약 4억 2천만년 전 실루리아기 후기의 지층에서 배각강에 속하는 다지류의 몸통 화석이 발견되었지만, 오르도비스기 후기의 지층에서 절지동물의 발자국 화석이 발견되었기 때문이다. 육지에 진출한 절지동물은 외골격의 도움으로 육상생활에 쉬이 적응했고, 당시의 어떤 육지 동물보다 다양하게 분화되었다. 곤충은 데본기 초기의 화석이 가장 오래된 것이며, 이 화석종은 이미 날개를 달고 있었다는 의견이 있다.
곤충이 어떤 절지동물에서 진화했는지는 논란의 여지가 있는데, 갑각류와 가까운 관계의 생물에서 진화했을 가능성이 높다. 곤충은 식물질과 유기물을 섭식하여 초기 육상 생태계 순환에 기여하였고, 가슴의 측배엽판에서 날개를 진화시켜 생물 역사상 최초로 하늘을 지배하였다. 석탄기와 페름기에는 현생 곤충의 조상이 되는 다양한 고생대형 곤충군이 등장하였는데, 이 중 메가네우라는 날개 편 크기가 무려 50~70cm에 달하는, 지구 역사상 가장 큰 곤충이었다. 바퀴벌레의 친척(Blattoptera)도 주요한 육상 곤충이었다.
페름기 대멸종은 곤충에게도 유일했던 대멸종이었다. 하지만 중생대에는 새로운 곤충의 목(目)이 등장했고, 꽃가루 매개자 곤충이 등장했다. 백악기와 신생대에는 속씨식물의 번성으로 곤충의 종류가 급격하게 다양해졌다.

### 중생대

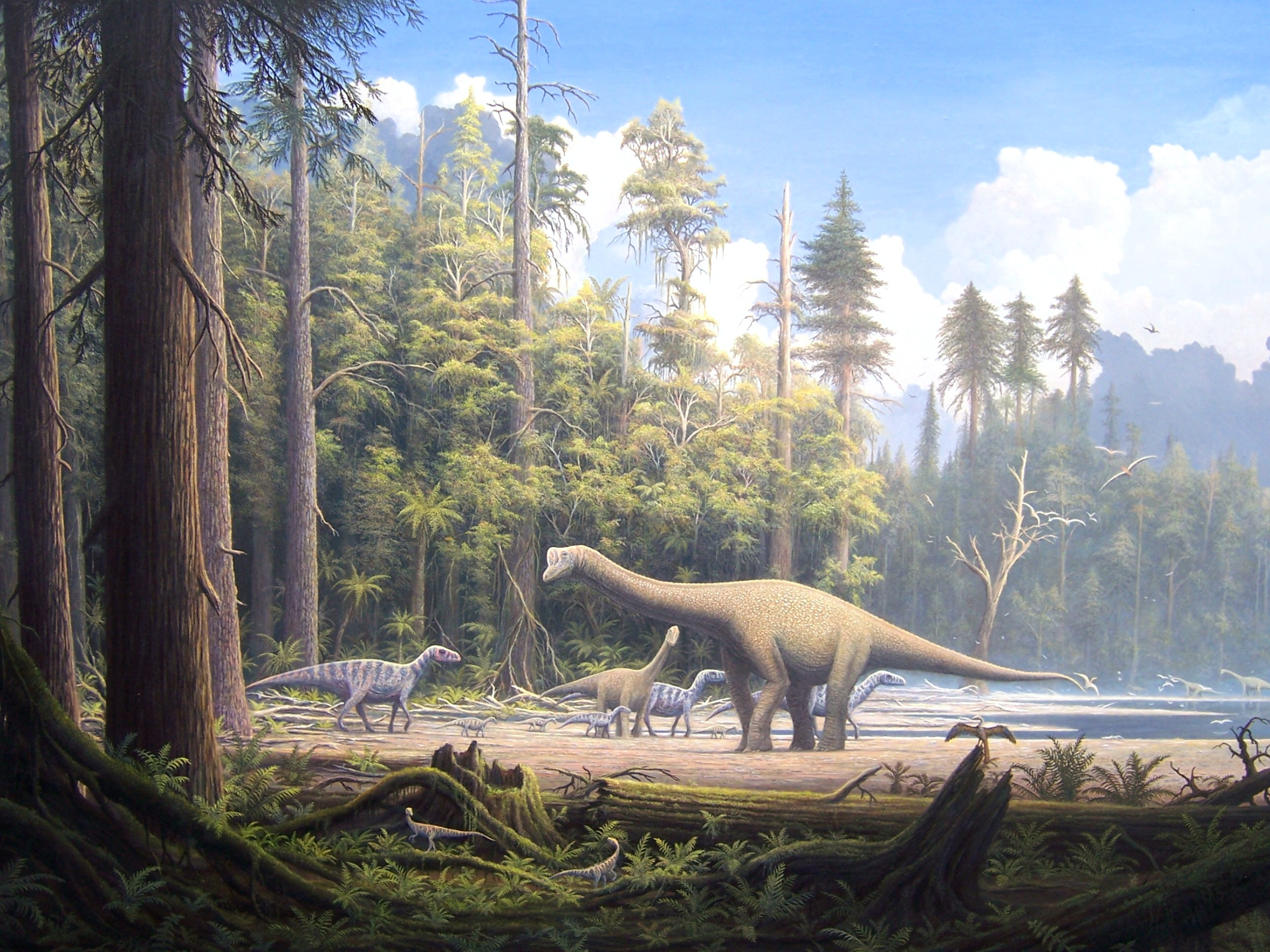
중생대에는 공룡이 육지에 군림하였다

중생대는 2.51억년 ~ 6600만년 전까지로, 트라이아스기, 쥐라기, 백악기로 나뉜다. 중생대의 시작은 페름기의 마지막에 있었던 대량 멸종기 직후로, 이 멸종기에 지구상 생물종의 95%가 멸망하였다. 중생대의 마지막은 공룡의 멸종으로 잘 알려진 백악기의 대량 멸종 사건이다. 페름기의 대량 멸종기는 화산 활동, 운석 충돌, 수산화메탄의 기화, 해수면 상승 등이 복합적으로 작용했을 가능성이 높다. 남은 생물들 중 특히 파충류에서 공룡이 진화하였으며, 이들은 2억년 전 트라이아스기 마지막에 있었던 멸종기를 살아남아 지구상 척추동물의 대다수를 차지하였다. 당시에도 포유류가 있었으나 쥐를 닮은 작은 동물들이었을 것이다. 곤충은 여전히 다양성을 유지했으며, 현생 곤충의 목(目)에 속하는 것들이 대거 등장하였고, 백악기 속씨식물의 등장으로 꽃가루받이의 중요한 역할을 구실하게 되었다.
1.8억년 전, 판게아는 로라시아와 곤드와나로 나뉘었다. 최초의 새로 알려져있는 시조새는 1.5억년 전쯤에 존재하였다. 최초의 개화식물의 화석이 발견된 것은 백악기로, 1.32억년 전 일이다. 익룡이 조류와의 경쟁에서 패하면서 공룡의 쇠락이 시작되었을 것으로 생각되며, 6600만 년 전 유카탄반도 쪽에 운석이 충돌하여 현재의 칙술루브 크레이터를 만들었다. 이로 인해 대량의 입자와 수증기가 대기에 부유하면서 태양광을 차단하였고, 대멸종이 일어나면서 백악기와 중생대의 막을 내렸다.

### 신생대
신생대는 6600만년 전부터 현재까지로 제3기와 제4기로 나뉜다. 백악기의 마지막에 있었던 대멸종에서 비조류 공룡을 비롯한 수많은 생물들이 멸종하였으나 포유류와 조류 등이 살아남았고, 현대의 형태가 될 때까지 진화가 이루어졌다. 곤충은 현생 목이 모두 등장하였고, 속씨식물의 등장으로 더 번성하였다.

#### 포유류의 다양화
포유류는 트라이아스기 말기부터 존재했으나 신생대 전까지는 작은 크기를 유지하였다. 신생대 동안 포유류는 빠르게 진화하여 공룡의 자리를 대신하였다. 일부 포유류는 바다에서 살기 시작하면서 고래목이 만들어졌다. 다른 포유류는 고양이과, 개과 등 육상의 빠르고 민첩한 포식자로 진화하였다. 신생대의 건조한 기후로 인해 초목 지대가 확장되었고 말과와 소과에 속하는 발굽을 가진 초식동물들이 나타났다. 일부는 유인원으로 진화하였으며, 여기로부터 인류가 진화하였다.

#### 조류의 다양화
백악기 대멸종에서 유일하게 살아남은 수각류 공룡인 조류는 신생대에 번성하였다. 거대한 포유류가 없는 지역에서는 거대한 크기의 공포새가 등장하여 상위 포식자 역할을 했다. 이들은 날개가 퇴화하여 날기보다는 걸어서 이동했으며, 소형 포유류를 잡아먹고 살았다. 공포새는 거대 포유류가 등장하면서 쇠퇴한다. 현생 조류가 나타난다.

#### 식물의 다양화
제3기에는 초본류가 등장하여 초원을 이루었고, 이후에는 교목류가 울창한 삼림을 이루었으며, 열대우림, 온대림, 툰드라 등 다양한 환경을 만들었다. 식물의 번식 방법도 다양해져, 곤충의 도움을 받는 충매, 조류의 도움을 받는 조매, 바람의 도움을 받는 풍매가 주를 이루었다.

#### 인류의 진화
600만년 전 살았던 아프리카 유인원으로부터 두 가지 동물이 진화하였으며, 둘 중 하나는 이족보행을 시작하여 인류가 되었다. 200만년 전 뇌의 크기가 상당히 커지면서 호모 (Homo), 즉 사람속이 처음 나타났다. 이 시기, 인류가 아닌 다른 동물은 침팬지와 보노보로 갈라졌다.
불을 다룰 수 있는 능력은 호모 에렉투스 (또는 호모 에르가스터)에서 처음, 150만년 ~ 79만년 전 나타난 것으로 추측된다. 불을 제대로 사용한 것은 전기 구석기에 살았던 호모 하빌리스나 파란트로푸스 같은 “건장한” 오스트랄로피테쿠스들이었을 것이다.
언어의 기원은 좀 더 어려운 문제로, 호모 에렉투스 때부터 있었다는 설과 호모 사피엔스가 처음 사용하였다는 설이 있다. 뇌의 크기가 커지면서, 아기들은 골반을 통과할 수 없을 정도로 커지기 전에 분만되어 분만 시기가 앞당겨졌다. 이에 따라 뇌의 신경가소성이 커져 학습 능력이 커졌고, 부모에게 의존하는 시기가 더 길어졌다. 사회적 능력과 언어는 더 복잡해졌고 도구는 더 정교해졌다. 이는 지적 발달에 영향을 끼쳤다. 현대의 인류 (호모 사피엔스)는 20만년 전 혹은 그보다 과거에 아프리카에서 나타난 것으로 보인다. 가장 오래된 화석은 16만년 전의 것이다.
영성을 처음 보인 인류는 네안데르탈인 (보통 후손 없이 멸종한 종으로 본다)으로, 죽은 자를 묻는 관습이 있었다. 크로마뇽인의 동굴벽화와 같은 더 정교한 믿음은 32000년 전에야 나타났다. 크로마뇽인들은 빌렌도르프의 비너스 같은 석상도 남겨 종교적인 믿음이 있었음을 보여준다. 11000년 전, 호모 사피엔스는 아프리카 남단 지역에 도달하여 남극을 제외한 모든 대륙에 인류가 살게 되었다. 도구 사용과 의사 소통 능력은 계속 발달하였고, 대인 관계 능력도 더욱 복잡해져갔다.

#### 문명

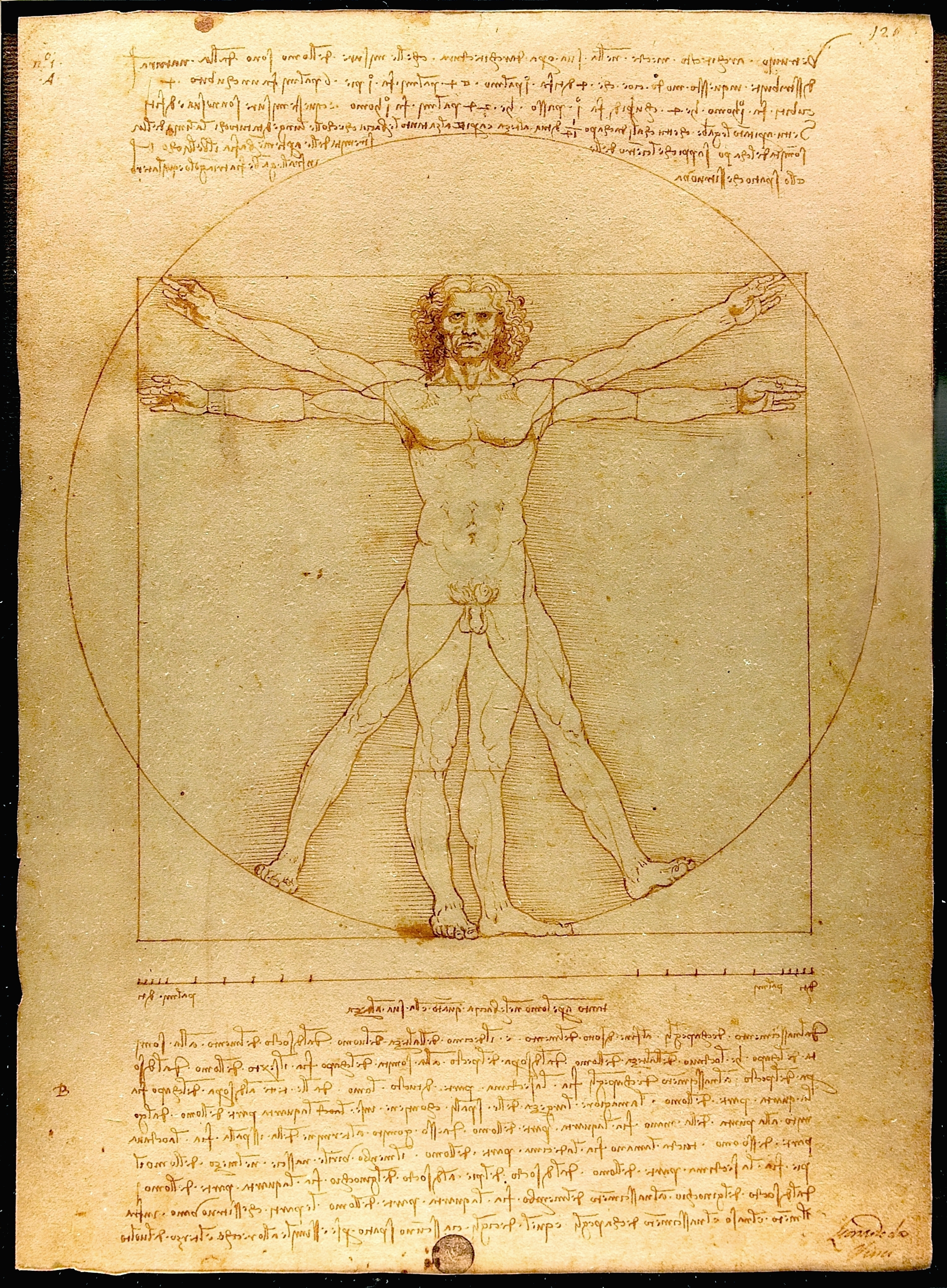
레오나르도 다 빈치의 비트루비우스적 인간은 르네상스 시기의 예술과 과학의 발전을 잘 보여준다

인류는 역사의 90%를 수렵과 채집을 하며 살아왔다. 언어가 복잡해지면서, 기억하고 정보를 전달하는 능력이 밈 (meme)을 만들어냈다. 문화의 발전 속도가 곧 생물의 진화 속도를 따라잡았으며, 역사가 시작되었다. BC 8500~7000년 중동의 비옥한 초승달 지대 (Fertile Crescent) 사람들은 체계적으로 농사를 시작하여 농업이 시작되었다. 이는 주변 및 멀리 떨어진 지역으로도 확대되거나 별개로 시작되어 대부분의 인간이 정착 생활을 하게 되었다. 농업 생활은 안정적이고 생산성도 이전에 비해 더 컸으므로 인구 수가 증가할 수 있었다.
농업으로 큰 인류는 환경에 영향을 끼치기 시작하였다. 여분의 음식이 생기면서 점차 상위 계급이 생겼고, 업무 분담도 이뤄졌다. 이는 BC 4000~3000년 경 수메르 지역에 첫 번째 문명의 발달로 이어졌다. 이외에도 고대 이집트, 인더스 강 유역, 황하 등에서도 문명이 생겨났다. 글자의 발명은 기록과 지식의 저장을 낳으면서 사회를 더 복잡하게 발달시켰고 정보의 전달도 용이해졌다.
과학 등의 학문 분야도 생겨났다. 새로운 문명이 나타나, 기존의 문명과 무역을 하고, 영역과 자원을 놓고 싸움을 벌였다. 곧 제국이 나타났다. BC 500년대에는 이미 중동, 이란, 인도, 중국, 그리스에 수준 높은 문명이 자리하고 있었다. 그레코로만 문화로부터 오늘날의 서양이 조금씩 만들어졌다. 로마 제국에서는 콘스탄티누스 1세가 4세기 초 기독교를 받아들였으며 5세기 말 쇠락해갔다. 서기 1054년 동서 교회의 분열이 일어나 기독교는 로마 가톨릭 교회와 동방 정교회로 나뉘었으며, 이는 서유럽과 동유럽의 문화적 차이를 불러왔다.
14세기에는 이탈리아에서 르네상스가 시작되어 종교, 예술, 과학 분야에서 발전이 있었다. 이 시기의 교황청은 이전만큼의 권력을 발휘하지 못하였으며, 이것이 기반이 되어 과학 혁명과 산업 혁명 일어났고, 한 강대국이 다른 나라를 지배하고 다스리는 식민주의의 시대가 시작되었다. 18세기에는 계몽주의가 일어나 유럽의 세속화를 이끌었다. 20세기 초기부터 중기까지는 두 차례의 세계 대전이 있었으며, 이를 통해 여러 국가가 국제적인 협조를 통해 평화를 유지해야한다는 생각이 나타나 국제 연합 (UN)이 창설되었다. 1992년에는 여러 유럽 국가가 유럽 연합 (EU)에 가입하였다. 전체적으로 세계화가 진행되면서 갈등과 협조가 더욱 많아졌다.

#### 최근 사건

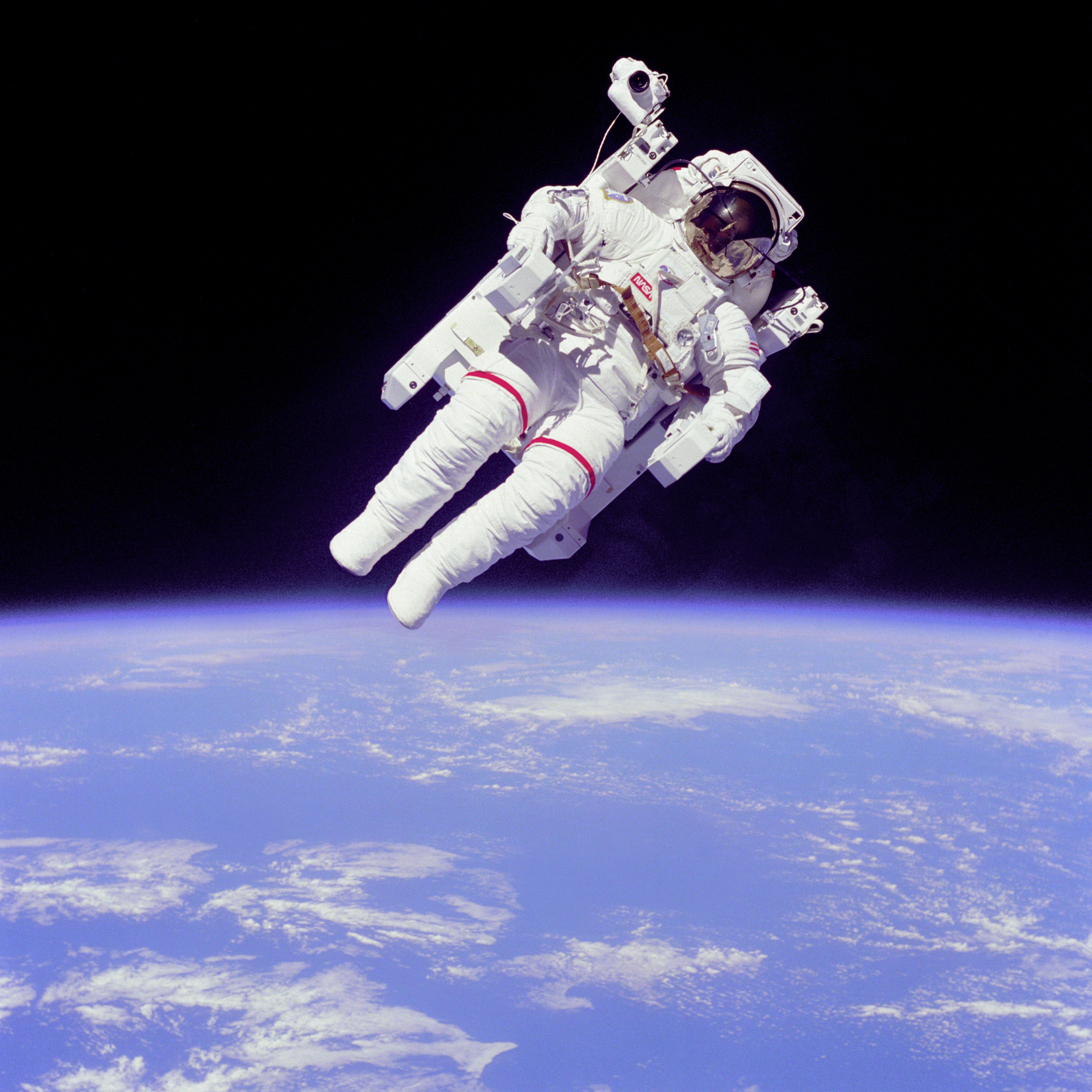
1984년 챌린저 우주왕복선을 타고 우주에 나간 브루스 맥캔들레스가 우주 유영을 하는 모습

20세기 중반부터는 핵무기, 컴퓨터, 유전 공학, 나노기술 등 과학 분야의 큰 발전이 있었다. 의사 소통과 수송 기술이 발전하면서 경제의 세계화가 이루어져 일상 생활에도 많은 영향이 있었다. 민주주의, 자본주의 등의 문화적 사고가 나타났으며, 인구수 증가와 지구 온난화가 환경 문제로 대두되었다.
1957년, 소비에트 연방은 스푸트니크 1호를 우주로 쏘아올렸으며, 유리 가가린은 첫 우주인이 되었다. 미국에서는 닐 암스트롱 등을 달로 보내 그들은 최초로 다른 별에 발을 디딘 사람이 되었다. 무인 탐사선이 태양계 여러 행성으로 보내져 연구 자료를 보내왔다. 이렇듯 소비에트 연방과 미국은 20세기 우주 개척의 최초 주도국이었다. 이후 15개국이 참여한 국제 우주 정거장이 건설되었다. 1990년대에는 월드 와이드 웹이 만들어져 무한한 정보원으로 사용되고 있다.

## 같이 보기
- 진화
- 세계의 역사
- 인류의 진화

## 참고 문헌
- McElhinny, Michael W. et al, “Paleomagnetism continents and oceans”, 2000, Academic Press
- Kearey, Philip et al “Global tectonics”, 2009, Wiley-Blackwell
- Nisbet, E. G. et al, “The habitat and nature of early life”, Nature, 2001, 409권 6823호
- Condie, Kent C., “Earth as an Evolving Planetary System”, Elsevier Science
- Leslie, M., “On the Origin of Photosynthesis”, Science, 2009, 323권, 5919호 1286–1287쪽
- Lindsey, Rebecca et al, “Ancient crystals suggest earlier ocean”, Earth Observatory, NASA, 2006년 3월 1일
- Vasas, V. et al, “Lack of evolvability in self-sustaining autocatalytic networks constraints metabolism-first scenarios for the origin of life”, Proceedings of the National Academy of Sciences, 2010년 1월 4일, 107권 4호 1470–1475쪽
- Moskowitz, Clara, “Life's Building Blocks May Have Formed in Dust Around Young Sun”, 2012년 3월 29일, Space.com
- Dreifus, Claudia, “A Conversation With Jeffrey L. Bada: A Marine Chemist Studies How Life Began”, nytimes.com, 2010년 5월 17일
- A. Lazcano, J. L. Bada, “The 1953 Stanley L. Miller Experiment: Fifty Years of Prebiotic Organic Chemistry”, Origins of Life and Evolution of Biospheres, 2004, 33권 6월호 235-242쪽
- Luisi, P. L., Ferri, F. and Stano, P., “Approaches to semi-synthetic minimal cells: a review”, Naturwissenschaften, 2006, 93권 1호 1-13쪽
- Peretó, J., “Controversies on the origin of life”, Int. Microbiol., 2005, 8권 1호 23-31쪽 보관됨 2015-08-24 - 웨이백 머신
- Szathmáry, E., “In search of the simplest cell”, Nature, 2005년 2월, 433권 7025호 469-470쪽
- Cech, T.R., “The ribosome is a ribozyme”, Science, 2000년 8월, 289권 5481호 878-879쪽
- Forterre, Patrick, “The two ages of the RNA world, and the transition to the DNA world: a story of viruses and cells”, Biochimie, 2005, 87권 9-10호 793-803쪽
- Hoenigsberg, H., “Evolution without speciation but with selection: LUCA, the Last Universal Common Ancestor in Gilbert's RNA world”, Genetic and Molecular Research, 2003년 12월, 2권 4호 366-375쪽 보관됨 2008-09-24 - 웨이백 머신
- Joyce, G.F., “The antiquity of RNA-based evolution”, Nature, 2002, 418권 6894호 214-221쪽
- Trevors, J.T., Psenner, R, “From self-assembly of life to present-day bacteria: a possible role for nanocells”, FEMS Microbiol. Rev., 2001, 25권 5호 573-582쪽
- Johnston et al, “RNA-Catalyzed RNA Polymerization: Accurate and General RNA-Templated Primer Extension”, 2001, Science, 292권 5520호 1319–1325쪽
- = 1998PNAS...95.7933L Levy, M., Miller, S.L., “The stability of the RNA bases: Implications for the origin of life”, Proc. Natl. Acad. Sci. U.S.A., 1998, 95권 14호 7933-7938쪽
- Lindahl, T., “Instability and decay of the primary structure of DNA”, Nature, 1993년 4월, 362권 6422호
- Orgel, L., “A simpler nucleic acid”, Science, 2000년 11월, 290권 5495호 1306-1307쪽
- Martin, W., Russell, M.J., “On the origins of cells: a hypothesis for the evolutionary transitions from abiotic geochemistry to chemoautotrophic prokaryotes, and from prokaryotes to nucleated cells”, Philosophical Transactions of the Royal Society: Biological, 2003, 358권 1429호 59–85쪽
- Wächtershäuser, G., “Life as we don't know it”, Science, 2000년 8월, 289권 5483호 1307-1308쪽
- Cairns-Smith, A.G., “Towards a Theoretical Biology”, 1968, Edinburgh University Press, 1권 57-66쪽
- Hanczyc, M.M., Fujikawa, S.M., Szostak, Jack W., “Experimental Models of Primitive Cellular Compartments: Encapsulation, Growth, and Division”, Science, 2003년 10월, 302권 5645호 618-622쪽
- Cattermole, Peter, “The story of the earth”, 1985, Cambridge University Press
- Gale, Joseph, “Astrobiology of Earth : the emergence, evolution, and future of life on a planet in turmoil”, 2009, Oxford University Press
- High Energy Astrophysics Science Archive Research Center (HEASARC), “StarChild Question of the Month for October 2001”, NASA Goddard Space Flight Center
- Halliday, Alex N, “A young Moon-forming giant impact at 70–110 million years accompanied by late-stage mixing, core formation and degassing of the Earth”, Philosophical Transactions of the Royal Society A: Mathematical, Physical and Engineering Sciences, 2008년 11월 28일, 366권 1883호 4163–4181쪽
- Newman, William L., “Age of the Earth”, Publications Services, USGS, 2007년 7월 9일
- Nield, Ted, “Moonwalk”, Geoscientist, 2009, 18권 8쪽 보관됨 2012-02-29 - 웨이백 머신
- Kasting, James F. et al, “Atmospheric composition and climate on the early Earth”, Phil. Trans. R. Soc. B (2006), 2006년 9월 7일, 361권 361호 1733–1742쪽
- Steenhuysen, Julie, Study turns back clock on origins of life on Earth”, Reuters.com, 2009년 5월 21일 보관됨 2012-07-26 - 웨이백 머신
- Andersson, Siv G. E. et al, “The genome sequence of Rickettsia prowazekii and the origin of mitochondria”, Nature, 1998년 11월 12일, 396권 6707호 133-140쪽
- “Big crater seen beneath ice sheet”, BBC News, 2006년 6월 3일
- “The Day the Earth Nearly Died”, BBC, 2002
- Berglsand, Kristin J. et al, ”Evolutionary Relationships among the Eubacteria, Cyanobacteria, and Chloroplasts: Evidence from the rpoC1 Gene of Anabaena sp. Strain PCC 7120”, Journal of Bacteriology, 1991년 6월, 173권 11호 3446–3455쪽
- Münker, Carsten et al, “Evolution of Planetary Cores and the Earth-Moon System from Nb/Ta Systematics”, Science, 2003년 7월 4일, 301권 5629호 84–87쪽
- Chaisson, Eric J., ”Early Cells”, Cosmic Evolution, 2005
- Davies, Geoffrey F., “Mantle convection for geologists”, Cambridge University Press
- Dawkins, Richard, 이용철 역, “이기적인 유전자” [Memes: the new replicators], 두산동아, 1997
- Diamond, Jared, “Guns, Germs, and Steel”, W. W. Norton & Company, 1999
- Fortey, Richard, “Life: A Natural History of the First Four Billion Years of Life on Earth”, Vintage Books, 1999년 9월, 138–140쪽과 300쪽
- Halliday, A.N., “The Origin of the Earth; What's New?”, Elements, 2006, 2권 4호
- Olson, John M., “Photosynthesis in the Archean Era”, Photosynthesis Research, 2006년 2월 2일, 88권 2호[깨진 링크(과거 내용 찾기)]
- “Human Spaceflight and Exploration – European Participating States”, ESA, 2006
- Lieberman, Bruce S., “Taking the Pulse of the Cambrian Radiation”, Integrative and Comparative Biology, 2003, 43권 1호 229-237쪽
- McClellan, “Science and Technology in World History: An Introduction”, JHU Press, 2006
- Earliest Life, 뮌스터 대학, 2003
- Penny, David et al, “The nature of the last universal common ancestor”, Current Opinions in Genetics and Development, 1999년 12월, 9권 6호 672–677쪽
- Sagan, Carl, Mullen, George, “Earth and Mars: Evolution of Atmospheres and Surface Temperatures”, Science, 1972년 7월 7일, 177권 4043호 52-56쪽
- Torsvik, T. H., “The Rodinia Jigsaw Puzzle”, Science, 2003년 5월 30일, 300권 5624호 1379-1381쪽
- Soltis, Pam et al, “Angiosperms”, The Tree of Life Project, 2005 보관됨 2020-02-02 - 웨이백 머신
- “Plant Evolution”, Evolution for teaching, 2004년 10월 보관됨 2012-07-28 - 웨이백 머신
- Willis, K. J. et al, ”The Evolution of Plants”, Oxford University Press, 2002, 93쪽
- Runkel, Anthony C. et al, “Tropical shoreline ice in the late Cambrian: Implications for Earth's climate between the Cambrian Explosion and the Great Ordovician Biodiversification Event”, GSA Today, 2010년 11월 1일, 4-10쪽
- “What caused the snowball earths?”, snowballearth.org, 2006–2009
- “From prokaryotes to eukaryotes”, 캘리포니아 대학 고생물학과
- Canup, R.M. et al, “Origin of the Moon in a giant impact near the end of the Earth's formation”, Nature, 2001, 412권 708–712쪽
- Cavosie, A. J. et al, ”Magmatic δ18O in 4400-3900 Ma detrital zircons: A record of the alteration and recycling of crust in the Early Archean”, Earth and Planetary Science Letters, 2005, 235권 3-4호 663-681쪽
- Michael S. Engel & David A. Grimaldi (2004). “New light shed on the oldest insect”. 《Nature》 427 (6975): 627–630. doi:10.1038/nature02291. PMID 14961119.
- 스콧 R. 쇼. <곤충 연대기>(원제 <Planet of the Bugs>). 2015년 11월 6일. 행성B이오스.

## 추가 문헌
- 제임스 루어 저, 김동희 외 역, “지구(푸른 행성 지구의 모든 것을 담은 지구 대백과사전)”, 사이언스북스, 2006
- 일본 뉴턴프레스 저, “지구(우주에 떠있는 기적의 행성)”, 뉴턴코리아, 2011
- 크리스토퍼 포터 저, 전대호 역, “당신과 지구와 우주”, 까치, 2010
- 리처드 포티 저, 이한음 역, “살아 있는 지구의 역사”, 2005
- 더글러스 파머, 피터 바렛 저, 강주헌 역, “세계 최초 세밀화로 완벽 재현한 35억 년 지구 생명체의 역사”, 위즈덤하우스, 2010
- 주정웅 저, 이동혁 역, “지구의 역사”, 일각서림, 2003
- 앤드류 H. 놀 저, 김명주 역, “생명 최초의 30억 년(지구에 새겨진 진화의 발자취)”, 뿌리와이파리, 2007
- 스콧 R. 쇼 저, 양병찬 역, "곤충 연대기", 행성B이오스. 2015